# 紅線 (新垣結衣單曲)
《紅線》是日本女歌手新垣結衣，於2008年10月15日所推出的第二首單曲碟。

## 收錄歌曲

### CD
1. 紅線
  - 作詞・作曲：小淵健太郎
  - 翻唱自可苦可樂的同名歌曲。
2. 牽手
  - 作詞：新垣結衣 作曲：クボケンジ
3. 想見你（あいたい）
  - 作詞：岩里祐穂 作曲：広沢タダシ
4. 紅線（清唱版）
  - 作詞・作曲：小渕健太郎
5. 紅線（instrumental）
  - 作詞・作曲：小渕健太郎

### DVD
1. 紅線（新垣結衣版）音樂錄影帶
2. 特別影像

## 外部連結
- 官方網站（初回限定盤）
- 官方網站（通常盤）